# یاهو! °۳۶۰
یاهو °۳۶۰ یکی از شبکه‌های اجتماعی مجازی در اینترنت بود که کاربردهایی نظیر سایت‌های اورکات و فیس‌بوک داشت. یاهو ۳۶۰ متعلق به شرکت یاهو بود. این
تمام افرادی که دارای شناسه کاربری یاهو می‌باشند می‌توانستند از سرویس یاهو ۳۶۰ استفاده نمایند و دارای صفحه شخصی و لیست دوستان شده و از امکانات آن بهره‌مند شوند.
شرکت یاهو طرح تعطیلی این سرویس را در ابتدای سال ۲۰۰۸ داشت اما این طرح تا پایان نیمه اول ۲۰۰۹ به تأخیر افتاد و سرانجام در ۱۳ ماه ژوئیه تعطیل شد.